# Greimerath (Tréveris)
Greimerath es un municipio situado en el distrito de Tréveris-Saarburg, en el estado federado de Renania-Palatinado (Alemania). Su población estimada a finales de 2016 era de 964 habitantes.
Se encuentra ubicado al oeste del estado, cerca de la ciudad de Tréveris, de la orilla del río Mosela, uno de los principales afluentes del Rin, y de la frontera con Luxemburgo y el estado de Sarre.